# Instituut Verbeeten

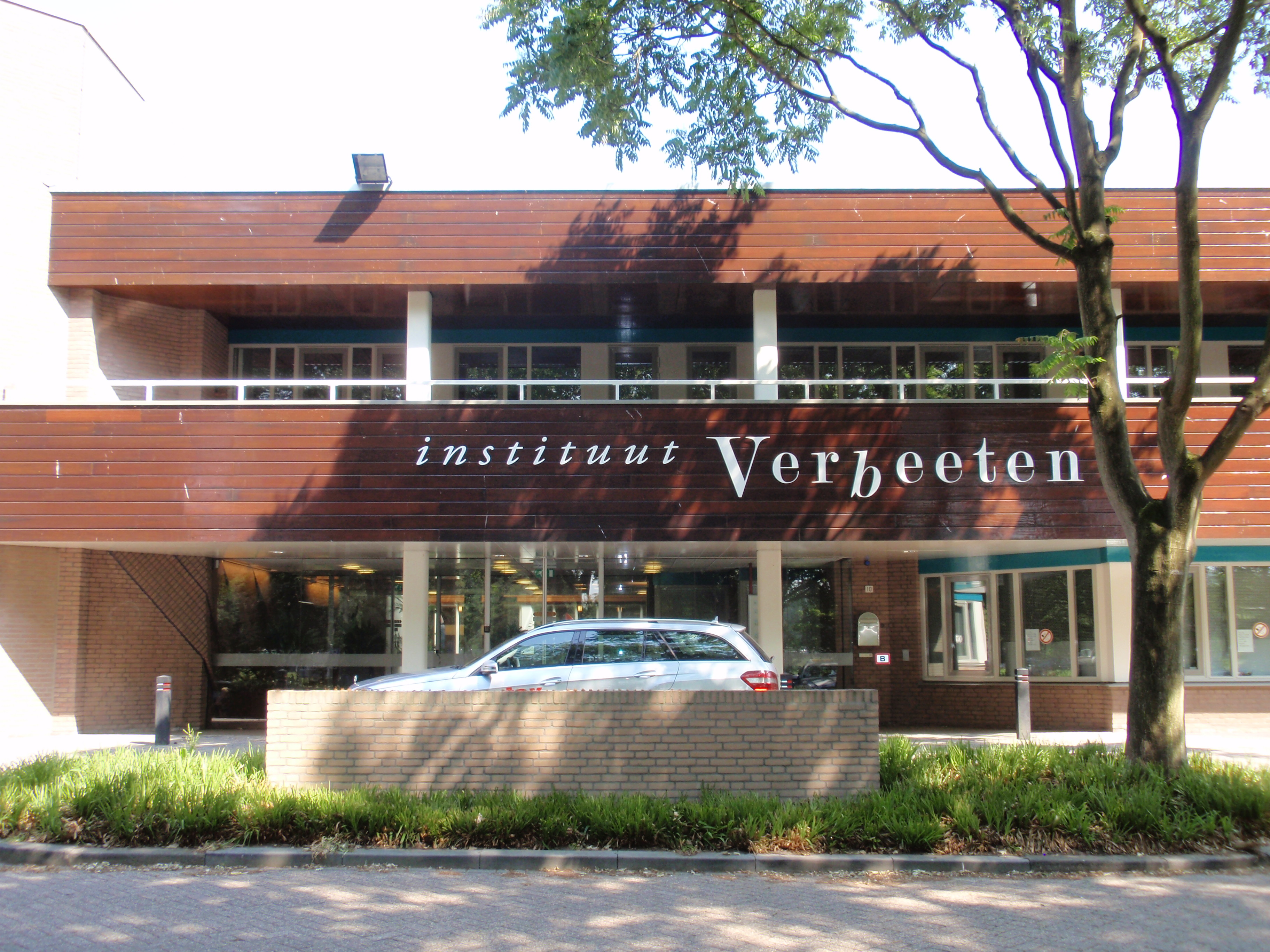
Instituut Verbeeten

Instituut Verbeeten, tot 2009 het Dr. Bernard Verbeeten Instituut of kortweg Verbeeten Instituut, is een ziekenhuis voor medisch specialistische zorg op het gebied van radiotherapie en nucleaire geneeskunde, gevestigd in de Nederlandse stad Tilburg. In de regio is het instituut vooral bekend als centrum voor behandelingen voor kankerpatiënten. De afdeling radiotherapie behoort tot de vier grootste radiotherapieafdelingen in Nederland en behandelt voornamelijk patiënten uit Midden- en West-Brabant.

## Geschiedenis
Instituut Verbeeten is vernoemd naar dr. Bernard Verbeeten, die als geneesheer-directeur in 1953 startte met de diagnose en behandeling van kanker vanuit het toenmalige RadioTherapeutisch Instituut Tilburg (RTIT). Deze villa stond in Tilburg bekend als ‘Het Witte Huis’.  Verbeeten had een grote belangstelling voor cobaltbestralingsapparatuur en nucleaire geneeskunde. Hij zorgde ervoor dat het tweede cobaltbestralingsapparaat van Nederland in Tilburg werd geplaatst. In 1968 werd ook een van de eerste gammacamera’s van Nederland hier geplaatst.
In 1971 nam Verbeeten afscheid van het instituut. In juni 1979 stak hij de eerste spade in de grond voor de nieuwbouw van het naar hem vernoemde instituut, aan de Brugstraat te Tilburg. In 2010 breidde het instituut uit met de komst van Verbeeten Breda. In 2011 volgde een locatie in Den Bosch. Sinds 2018 houden radiotherapeut-oncologen ook spreekuren in Uden en Gorinchem.
Instituut Verbeeten is uitgegroeid tot een van de grootste zelfstandige centra op het gebied van radiotherapie in Nederland.

## Samenwerkingsverbanden
Het Verbeeten Instituut heeft verregaande samenwerkingsverbanden met:
- Het ETZ,  TweeSteden ziekenhuis in Tilburg en Waalwijk, Het St. Elisabeth Ziekenhuis in Tilburg
- Het Jeroen Bosch Ziekenhuis in 's-Hertogenbosch
- Het Amphia Ziekenhuis in Breda en Oosterhout
- Bernhoven in Uden
- Het Beatrixziekenhuis / Rivas groep in Gorinchem